# Fred Allen (rugby à XV)
Pour les articles homonymes, voir Fred Allen et Allen.

a Compétitions nationales et continentales officielles uniquement.

b Matchs officiels uniquement.
Dernière mise à jour le 19 juin 2011.
Frederick Richard Allen dit Fred Allen, né le 9 février 1920 à Oamaru et mort le 28 avril 2012 à Orewa, est un  joueur néo-zélandais de rugby à XV qui joue avec les All Blacks de 1946 à 1949 évoluant comme trois-quarts centre. Après sa carrière de joueur, il devient entraîneur et dirige notamment la sélection nationale de 1968 à 1969.

## Biographie
Natif d'Oamaru, Fred Allen effectue sa scolarité à Christchurch et intègre l'équipe des Canterbury Colts dont il est le capitaine en 1938. Il fait ses débuts en National Provincial Championship avec l'équipe de Canterbury l'année suivante. Pendant la Seconde Guerre mondiale, il est lieutenant dans les 27e et 30e bataillons, et, à la fin de la Guerre, il participe à la tournée européenne de l'équipe de rugby des forces armées néo-zélandaises, les New Zealand Defence Force's Kiwis. À son retour au pays, il dispute quelques matchs pour les équipes de Wellington et Waikato en 1944 avant de rejoindre l'équipe d'Auckland. Allen obtient sa première cape avec les All-Blacks le 14 septembre 1946 à l'occasion d’un match contre l'Équipe d'Australie. Son dernier test match est contre l'Équipe d'Afrique du Sud le 13 août 1949. Il totalise six sélections pour 21 matchs disputé en sélection nationale. Il met fin à sa carrière internationale en jetant ses chaussures de rugby dans la mer en 1949, après la tournée perdue en Afrique du Sud.
Allen devient ensuite entraîneur de Auckland de 1957 à 1963, sélectionneur des All-Blacks en 1964-65 puis entraîneur de la sélection nationale de 1966 à 1968, période pendant laquelle les All-Blacks gagnent les 14 matchs qu'ils disputent et qu'il reçoit le surnom de The Needle. Il est introduit à l'International Rugby Hall of Fame en 2005 et est fait chevalier de l'Ordre de l'Empire britannique en 2010. Il meurt le 28 avril 2012 à Orewa des suites d'une leucémie,.

## Statistiques en équipe nationale
- Nombre de test matchs avec les Blacks : 6 (6 fois comme capitaine)
- Nombre total de matchs avec les Blacks : 21 (21 fois comme capitaine)
- Test matchs avec les Blacks par année : 2 en 1946, 2 en 1947, 2 en 1949